# 浜益温泉
浜益温泉（はまますおんせん）は、北海道石狩市浜益区実田にある温泉。

## 泉質
含硫黄-カルシウム・ナトリウム-塩化物泉 （弱アルカリ性低張性温泉）

## 温泉地
市営（指定管理者：石狩市社会福祉協議会）の日帰り入浴施設「石狩市浜益保養センター」がある。

## アクセス
国道231号柏木交差点より国道451号を滝川方面に行き、4kmのところにある。